# Máximakanaal

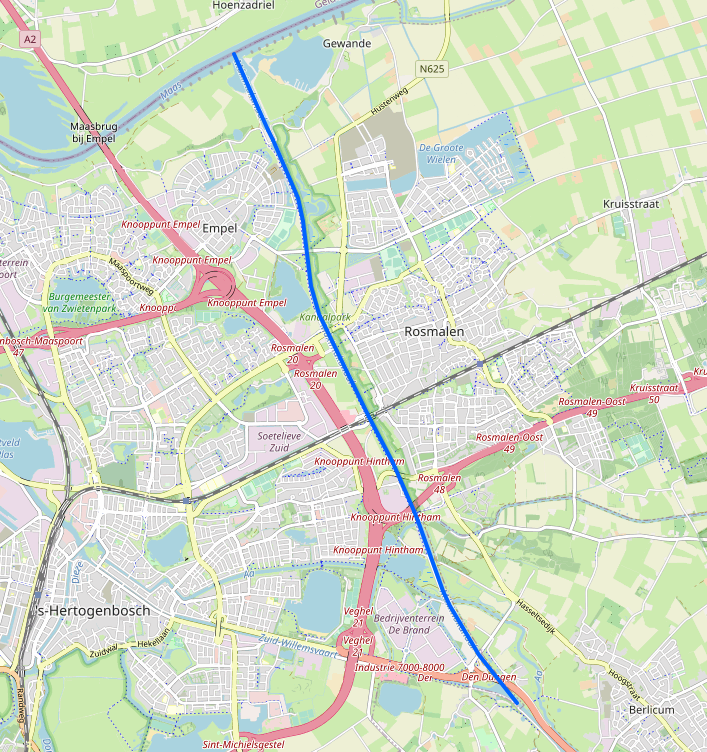
Loop van het Máximakanaal (donkerblauwe lijn)

Het Máximakanaal sluit aan op de Zuid-Willemsvaart bij Den Dungen en mondt uit in de Maas bij Gewande. Het is 8,2 km lang, 46,5 m breed en 4,2 m diep.

## Geschiedenis
Het kanaal staat ook wel bekend als 'De omlegging van de Zuid-Willemsvaart'. In 's-Hertogenbosch loopt dit kanaal door de stad. In 2007 begonnen de werkzaamheden om de Zuid-Willemsvaart om de stad heen te leiden. De reden hiervoor was dat het Nationaal Verkeers- en Vervoersplan (NVVP) het gedeelte van de Zuid-Willemsvaart ten noordwesten van Veghel als een onderdeel van het hoofdvaarwegennet beschouwt. Het hoofdvaarwegennet moet bevaarbaar zijn voor schepen van CEMT-klasse IV. In 's-Hertogenbosch is de Zuid-Willemsvaart slechts geschikt voor schepen van klasse II. De werken werden uitbesteed aan WillemsUnie, een samenwerkingsverband tussen de aannemers Van Hattum en Blankevoort, KWS Infra, GMB Civiel en Van den Herik Kust- en Oeverwerken. Op 19 december 2014 werd het nieuwe kanaal geopend.
De Zuid-Willemsvaart in 's-Hertogenbosch wordt niet langer gebruikt door de beroepsvaart. De pleziervaart behoudt toegang tot het kanaal.

## Sluizen
Twee sluizen overbruggen het verschil in waterniveau tussen de Zuid-Willemsvaart en de Maas: 
- sluis Hintham versast van 4,7 m naar 2 m boven het NAP;
- sluis Empel versast van 2 m boven het NAP naar het variabele waterpeil van de Maas.

## Bruggen
Over het Máximakanaal liggen acht bruggen. Ze bieden een doorvaarthoogte van ongeveer 7 meter, voldoende voor drie lagen containers. Voor een volledig overzicht: